# باراکوداسائورویدس
باراکوداسائورویدس (نام علمی: Barracudasauroides) سرده‌ای از راسته ماهی‌خزنده‌سانان (ایکتیوسورها) است که منقرض شده‌است. از خزندگان پیش از تاریخ آسیا می‌باشد که در دوره تریاس میانه زندگی می‌کرده‌است. فسیل این خزنده-ماهی در گوئیژو چین کشف شد و در سال ۲۰۱۰ میلادی توصیف علمی گردید.